# Campanulariidae

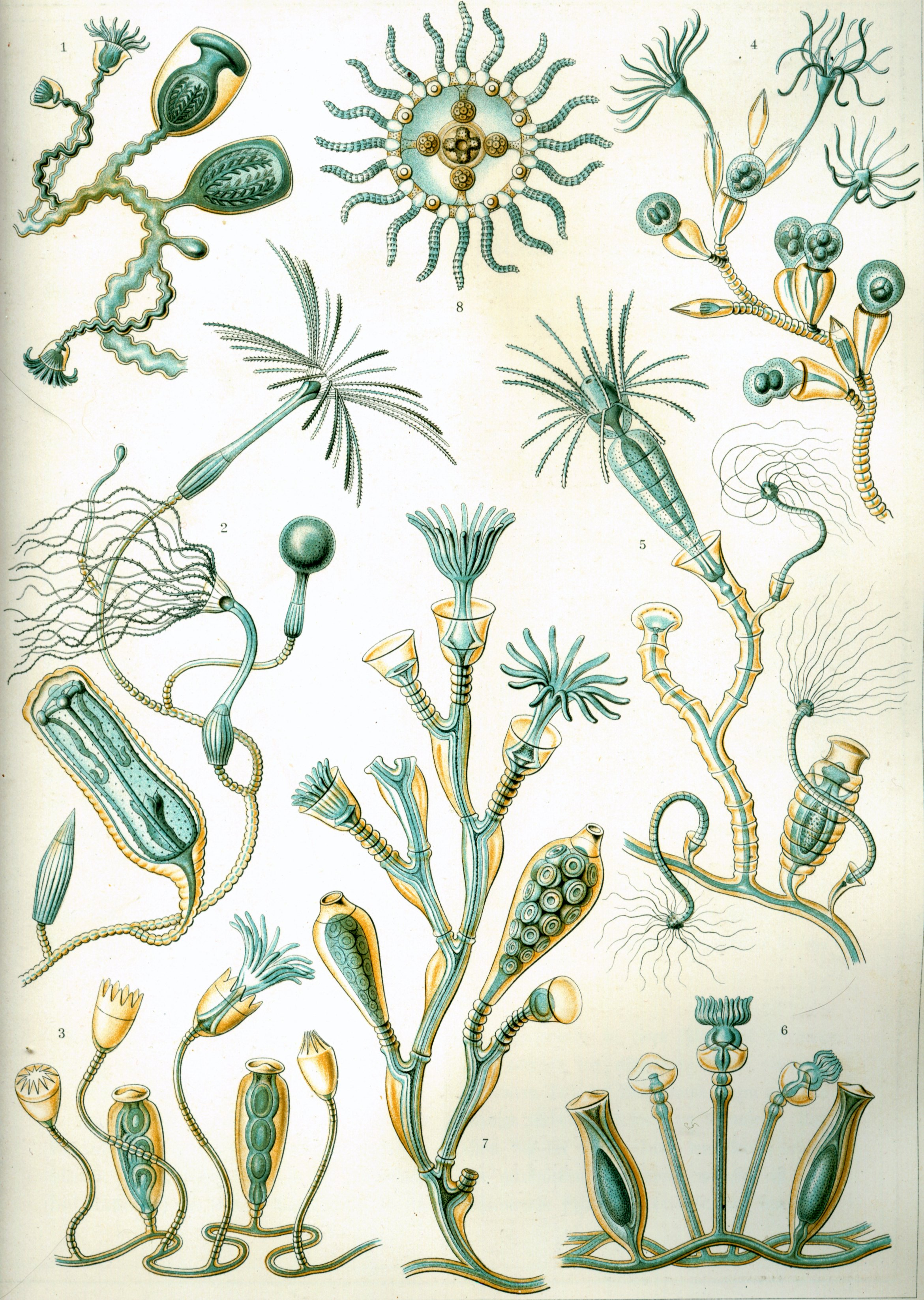
Darstellung verschiedener Arten von Glockenpolypen auf der Tafel 45 aus Kunstformen der Natur von Ernst Haeckel 1900.

Die Campanulariidae sind eine traditionelle Familie der Hydrozoen aus dem Stamm der Nesseltiere. Neuere Untersuchungen, insbesondere phylogenomische Untersuchungen anhand des Vergleichs homologer genetischer Elemente, haben erwiesen, dass es sich dabei nicht um eine monophyletische Einheit handelt. Zurzeit werden verschiedene neue taxonomische Konzepte diskutiert, ohne dass sich schon eine anerkannte neue Systematik ergeben hätte.

## Merkmale
Die Familie wird traditionell anhand morphologischer Merkmale so charakterisiert: Es handelt sich, wie typisch für die Leptomedusae, um Arten mit einem Polypenstadium, dass koloniebildend ist. Die Kolonien sitzen auf verschiedenen Hartsubstraten am Meeresgrund auf, wie etwa Steinen, Seegras, Makroalgen oder anderen benthischen Tieren. Je nach Art sind sie verzweigt oder unverzweigt auf dem Substrat kriechend wachsend oder bäumchenförmig verzweigt aufrecht. Die immer gestielten Polypenköpfchen (Hydranthen) der Einzelpolypen (Hydroide) haben eine kelch- oder glockenförmige Hülle (Hydrotheca), die radiärsymmetrisch, selten abgewandelt bilateral symmetrisch ist. Die Hülle (Perisarc) der Polypen besitzt oft eine basale Scheidewand (Diaphragma), die einer ringförmigen Verdickung aufsitzt, bei einigen Gruppen fehlt das Diaphragma und es ist nur die Verdickung vorhanden; ein Deckel (Operculum) fehlt immer. Vielfach ist der Rand der Hülle gezähnt. Die Hydranthen haben an der Basis eine erweiterte, manchmal kugelige Aufweitung und am Rand einen einzelnen Ring von Tentakeln. Differenzierte Nematophoren (der Verteidigung dienende Polypen) werden nicht gebildet.
Die Familie zeichnet sich durch eine ungewöhnliche Vielfalt der sexuell reproduzierenden Generation aus. Je nach Art bzw. Gattung werden frei schwimmende Medusen ausgebildet, diese zu frei schwimmenden oder am Mutterpolyp festsitzenden Gonophoren umgebildet, oder die Gonaden werden in einem im Mutterpolyp verbleibenden, Sporosac genannten Bläschen gebildet, das Medusenstadium also völlig unterdrückt. Die festsitzenden Gonophoren oder Medusoide werden bei Vertretern der Campanulariidae mit dem besonderen Begriff Meconidia bezeichnet. Wo vollständige Medusen vorkommen, besitzen diese einen kurzen Magenstiel (Manubrium) und in der Regel vier Radiärkanäle, die von den Gonaden umgeben sind. Ein den Schirm einengendes Velum kann vorhanden sein, an dessen Rand sitzen dann zahlreiche Statocysten auf der Unterseite der basalen Erweiterung der Tentakel. Lichtsinnesorgane (Ocellen) fehlen.
Die Medusen der Gattung Obelia weisen zahlreiche morphologischen Besonderheiten auf. So ist ihr Schirm flach, ihre Tentakel sind massiv (nicht hohl), das Manubrium abweichend gebildet, ein Velum fehlt, die wenigen Statocysten sitzen an anderer Stelle an. Diese Organisation erinnert in vielen Merkmalen eher an Hydroiden als an die Medusen anderer Leptomedusae. Es wurde daher schon früh vermutet, dass sich das Medusenstadium hier sekundär aus einem Medusoiden, unter Umkehr der Entwicklungsrichtung, wieder ausgebildet habe. Traditionell wurden die Gattungen in der Familie nach morphologischen Reduktionsreihen geordnet, der Gestalt der sexuellen Generation wurde ein hoher systematischer Wert zugesprochen. Die genetischen Analysen zeigen aber, dass es parallel in zahlreichen Entwicklungslinien zu Rückbildungen gekommen sein muss, deren Endglieder dann nur konvergent ähnlich zueinander sind.

## Verbreitung
Die Familie, und auch viele der (traditionell morphologisch abgegrenzten) Arten sind weltweit verbreitet.

## Biologie und Ökologie
Die Arten der Familie sind meereslebend (marin). Eine ganze Reihe von Arten wird regelmäßig in Brackwasser gefunden, es leben aber keine Vertreter in reinem Süßwasser. Alle Arten leben im Flachwasser, bis in die Gezeitenzone.

## Systematik
Folgende Gattungen werden traditionell der Familie der Campanulariidae zugerechnet:
- Campanularia
  - Campanularia caliculata
- Clytia
- Gastroblasta
- Gonothyraea
- Hartlaubella
- Laomedea
- Obelia
- Orthopyxis
- Rhizocaulus
- Silicularia

Neuere Untersuchungen auf genetischer Basis haben klar gezeigt, dass die so abgegrenzte Familie, zahlreiche der größeren Gattungen und auch einige Arten polyphyletisch sind. Dazu gehört auch die Typusgattung Campanularia. Die traditionell in eine eigene Familie Bonneviellidae gestellte Gattung Bonneviella ist in die Campanulariinae eingeschachtelt. Die oft in die Campanulariidae einbezogene Gattung Billardia ist dieser nicht zugehörig. Auf Basis der neuen Erkenntnisse wurde vorgeschlagen, die auf morphologischer Basis schon früher definierten Unterfamilien Campanulariinae, Obeliinae und Clytiinae zu eigenständigen Familien hochzustufen. Diese erschien auch deshalb erforderlich, da die drei Taxa keine direkten Schwestergruppen sind. Ein Vorschlag von 2016, der mit den genetischen Daten kompatibel ist, schlägt zwei neue Unterordnungen vor: Obeliida für die früheren Obeliinae und Clytiinae und Campanulariida für die früheren Campanulariinae and Bonneviellidae. Damit würden die Gattungen Campanularia, Orthopyxis, Silicularia, Rhizocaulus, Tulpa und möglicherweise Bonneviella einer Familie Campanulariidae im neuen Sinn angehören. Aufgrund der andauernden Untersuchungen und der dadurch sehr unsicheren Taxonomie handelt es sich aber nur um einen Zwischenstand, weitere Änderungen sind absehbar.